# Passiflora mathewsii
Passiflora mathewsii (Mast.) Killip – gatunek rośliny z rodziny męczennicowatych (Passifloraceae Juss. ex Kunth in Humb.). Występuje endemicznie w południowym Ekwadorze. Według niektórych źródeł rośnie także w Peru.

## Morfologia
PokrójZdrewniałe, trwałe, owłosione liany.
LiściePotrójnie klapowane, rozwarte lub dłoniaste u podstawy. Mają 3,5–8 cm długości oraz 4–11 cm szerokości. Ząbkowane, z tępym lub ostrym wierzchołkiem. Ogonek liściowy jest owłosiony i ma długość 7–20 mm. Przylistki są w kształcie nerki, mają 8–18 mm długości.
KwiatyPojedyncze. Działki kielicha są podłużne, zielonobiaławe, mają 2,2–4 cm długości. Płatki są podłużne, białe, różowe lub purpurowe, mają 2,2–4 cm długości. Przykoronek ułożony jest w jednym rzędzie, purpurowy, ma 1 mm długości.
OwoceSą prawie jajowatego kształtu. Mają 4–5,5 cm długości i 2–2,5 cm średnicy.